# Синьши (Урумчи)
Район Синьши́ (кит. упр. 新市区, пиньинь Xīnshì qū, уйг. يېڭىشەھەر رايونى‎, Yéngisheher Rayoni) — район городского подчинения городского округа Урумчи Синьцзян-Уйгурского автономного района КНР.

## Этимология
Название района в переводе означает «Новый город».

## История
Район был выделен в 1960 году из района Сайбаг. В 2011 году к району были присоединены новые территории.

## Административное деление
Район Синьши делится на 17 уличных комитетов, 1 посёлок и 4 волости.

## Транспорт
- Международный аэропорт Дивопу